# جيف كولمان (سياسي)
جيف كولمان (بالإنجليزية: Geoff Coleman)‏ هو سياسي أسترالي، ولد في 1 أكتوبر 1938. انتخب عضو الجمعية التشريعية فيكتوريا.